# Real Orden de Pouono
La Real Orden de Pouono es la orden de caballería más alta del Reino de Tonga. 

## Historia
La Orden fue establecida en 1893 por el rey Jorge Tupou II . Es otorgada por Su Majestad, el Rey únicamente a los jefes de Estado extranjeros.

## Clase
La Orden consiste en una sola clase: Gran Cruz de Caballero con Collar. Sus letras post-nominales son KGCCP.

## Insignia
- El collar es de oro, con figuras alternas de palomas con ramas de olivo, tres espadas cruzadas y estrellas de seis puntas, esta última esmaltada en blanco. Todo termina con una corona de oro real que sostiene la medalla, que consiste en una cruz maltesa blanca con bordes plateados y una espada dorada en cada cruce de brazos. En el centro hay un medallón de plata que muestra una figura femenina en oro, todo en un círculo rojo con el lema "KO E OTUA MO TONGA KO HOKU TOFI'A".
- La placa de la Orden consiste en una estrella de oro radiante con siete brazos malteses que tienen un disco esmaltado blanco con una figura femenina en oro, todo ello rodeado de rojo con el lema en oro.
- La cinta es roja con tres rayas blancas.